# Валя-Лунчій
Валя-Лунчій (рум. Valea Luncii) — село у повіті Клуж в Румунії. Входить до складу комуни Міка.
Село розташоване на відстані 343 км на північний захід від Бухареста, 54 км на північний схід від Клуж-Напоки.

## Населення
За даними перепису населення 2002 року у селі проживали 77 осіб, з них 76 осіб (98,7%) угорців. Рідною мовою 76 осіб (98,7%) назвали угорську.